# Appana minor
Appana minor är en fjärilsart som beskrevs av Holland 1896. Appana minor ingår i släktet Appana och familjen nattflyn. Inga underarter finns listade i Catalogue of Life.